# Ацини (Савона)
Ацини је насеље у Италији у округу Савона, региону Лигурија.
Према процени из 2011. у насељу је живело 8 становника. Насеље се налази на надморској висини од 592 м.